# Novosibirsk
Novosibirsk (Russisch: Новосиби́рск) is een stad in Rusland. Met bijna 1,5 miljoen inwoners is Novosibirsk na Moskou en Sint-Petersburg de grootste stad van het land. Het is de hoofdstad van de gelijknamige oblast (provincie) Novosibirsk en van het Federale district Siberië. Novosibirsk ligt in het zuiden van Siberisch Rusland, aan de rivier de Ob en de Trans-Siberische spoorlijn. De stad is het belangrijkste industriële centrum van Siberië. Ook op cultureel en wetenschappelijk gebied vervult Novosibirsk een centrumfunctie; zo heeft de Russische Academie van Wetenschappen een vestiging in Akademgorodok ("Academiestadje"), net buiten de stad, waar een groot aantal onderwijs- en wetenschappelijke instellingen geconcentreerd is.

## Geschiedenis
Hoewel Novosibirsk tot de grootste steden van Rusland behoort, is de stad relatief jong. De stad werd gesticht in 1893 als nederzetting bij de in aanbouw zijnde spoorbrug over de Ob. Oorspronkelijk heette de stad Novonikolajevsk (Nieuw-Nicolaas), naar tsaar Nicolaas II; in 1925 kreeg Novosibirsk zijn huidige naam. De nabijheid van het Koezbass-kolenbekken (ten oosten van de stad) en de goede verbindingen over water en spoor stimuleerden de groei van Novosibirsk als handels- en industrieel centrum.

## Economie
Tot de belangrijkste zware industrieën van Novosibirsk behoren de wapenindustrie, vliegtuig- en machinebouw, metallurgie, elektrotechniek, chemische en farmaceutische industrie. Daarnaast worden er levensmiddelen en bouwmaterialen geproduceerd.
De stad presenteert zich als het belangrijkste ICT-centrum van Rusland. Met name in Akademgorodok zijn diverse softwarebedrijven gevestigd.

## Vervoer
De stad is strategisch gelegen op de kruising van belangrijke spoor- en waterwegen: de Trans-Siberische spoorlijn en de rivier de Ob met het Stuwmeer van Novosibirsk. Hierdoor is Novosibirsk een vervoersknooppunt van betekenis. Er is een internationale luchthaven, Tolmachevo, met vluchten naar diverse steden in Rusland en bestemmingen in Europa en Azië. Tolmachevo is tevens de thuisbasis van S7 Airlines. Daarnaast zijn er twee kleinere vliegvelden: Elitsovka en Severny.
De stad beschikt over een metronet met twee lijnen, dat geopend werd in 1985. Naast de metro bestaat het stadsvervoer uit bussen, trolleybussen en trams.

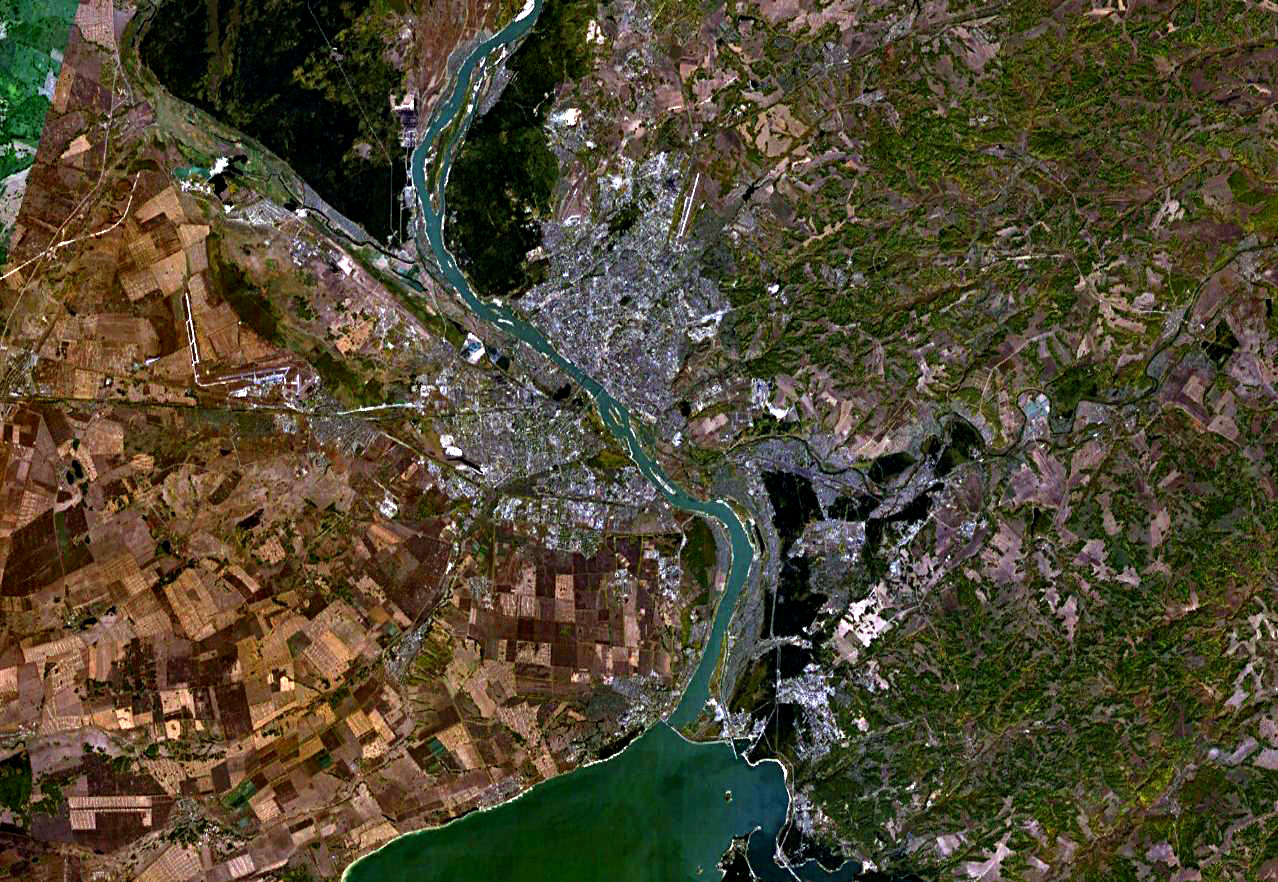
Satellietfoto van de stad
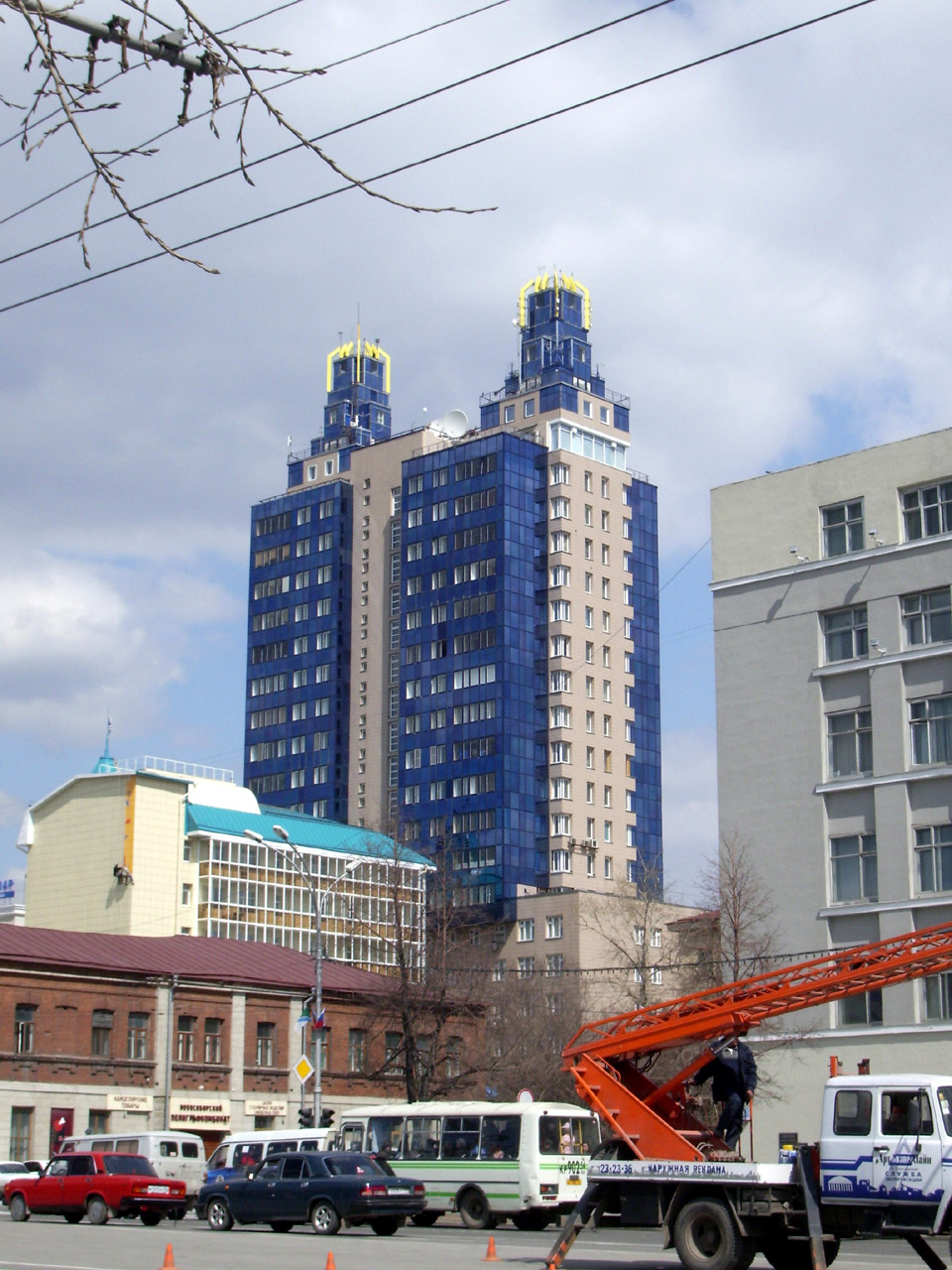
Het op een na hoogste gebouw van Novosibirsk
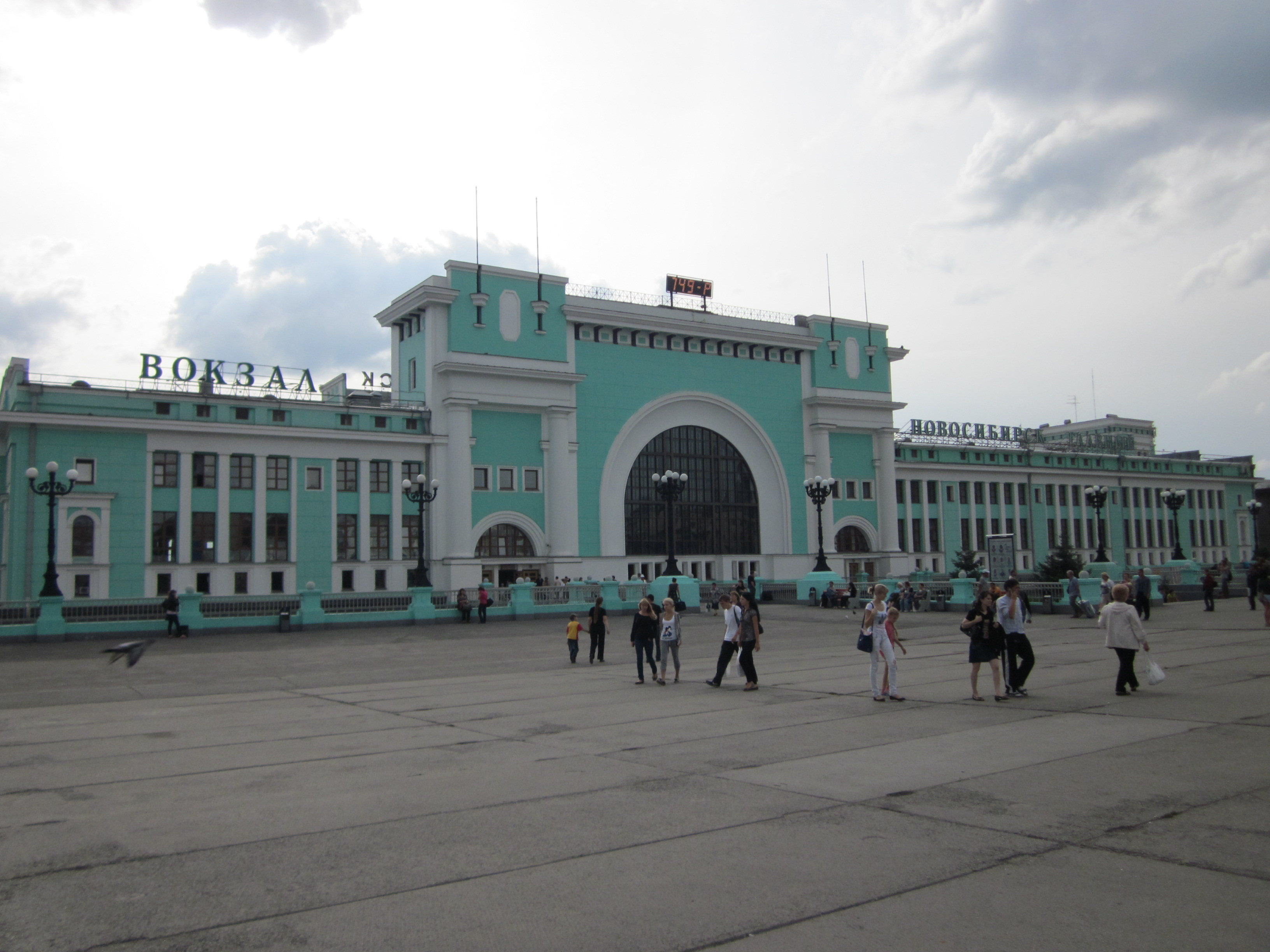
Spoorwegstation
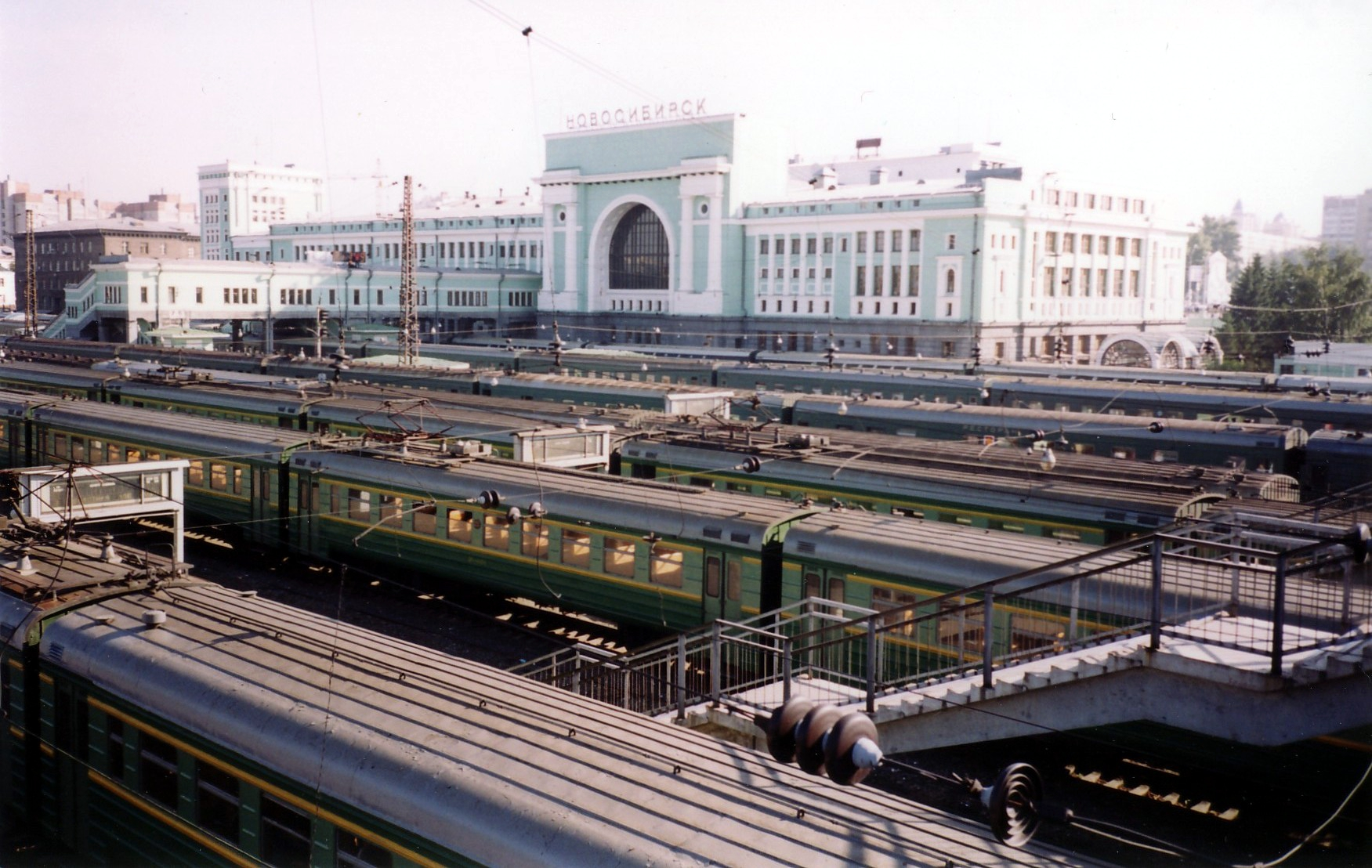
Spoorwegstation
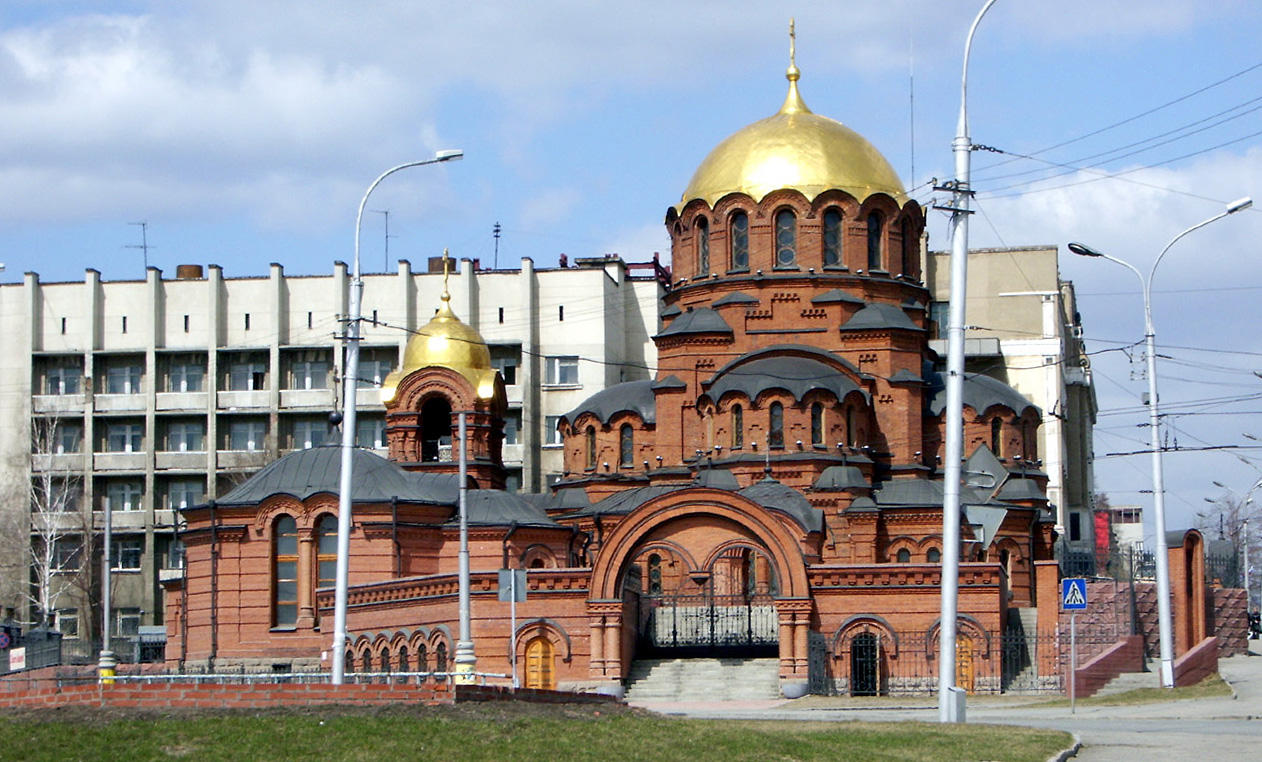
Alexander Nevski-kathedraal
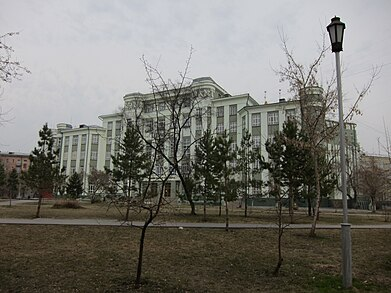
Novosibirsk Staat academie van water transport

## Sport
Sibir Novosibirsk is de professionele voetbalclub van Novosibirsk en speelt in het Spartakstadion. De club speelde één seizoen op het hoogste Russische niveau, de Premjer-Liga.
De ijshockeytak van Sibir Novosibirsk speelt in de Kontinental Hockey League.
De Wereldkampioenschappen biatlon zijn in 1992 in Novosibirsk georganiseerd.

## Geboren in Novosibirsk
- Alexander Skwortsow (1944–2010), violist
- Viktor Markin (1957), atleet
- Andrej Perlov (1961), atleet
- Andrej Zvjagintsev (1964), filmregisseur
- Sergej Soerovikin (1966), generaal
- Alexander Karelin (1967), worstelaar
- Igor Poljanski (1967), zwemmer
- Vladislav Bobrik (1971), wielrenner
- Vadim Repin (1971), violist
- Tatiana Malinina (1973), Sovjet-Russische kunstschaatsster
- Larisa Katz (1974), schilderes, modeontwerpster en deelnemer Project Catwalk
- Maksim Vengerov (1974), violist
- Olesja Syreva (1983), atlete
- Anna Kikina (1984), kosmonaut
- Ilja Tsjernoesov (1986), langlaufer
- Valentina Artemjeva (1986), zwemster
- Jekaterina Iljoechina (1987), snowboardster
- Youlia Fedossova (1988), tennisspeelster
- Aljona Aleksejeva (1989), zwemster
- Alena Zavarzina (1989), snowboardster
- Vladimir Morozov (1992), zwemmer
- Jelizaveta Koelitsjkova (1996), tennisspeelster
- Vlad Chadarin (1998), snowboarder